# Premio Cesare Pavese
Il Premio «Cesare Pavese» è un premio letterario italiano istituito nel 1984 assegnato con cadenza annuale nel mese di agosto con sede nella casa natale dello scrittore a Santo Stefano Belbo.
È diviso in tre sezioni: narrativa edita; opera di narrativa, di poesia o di saggistica; saggistica generale o critica pavesiana. Inoltre prevede riconoscimenti per lavori inediti. Accanto alla sezione letteraria dal 1989 il concorso è aperto anche a opere delle arti visive che sappiano esprimere al meglio il tema “Luoghi, personaggi e miti pavesiani”.

## Storia
Dalla XXXVI edizione il Premio, in una nuova veste, omaggia la figura di Cesare Pavese con quattro sezioni che ne rispecchiano la poliedrica attività: editoria, traduzione, saggistica e, dal 2020, narrativa.

## Vincitori del Premio
- 1997

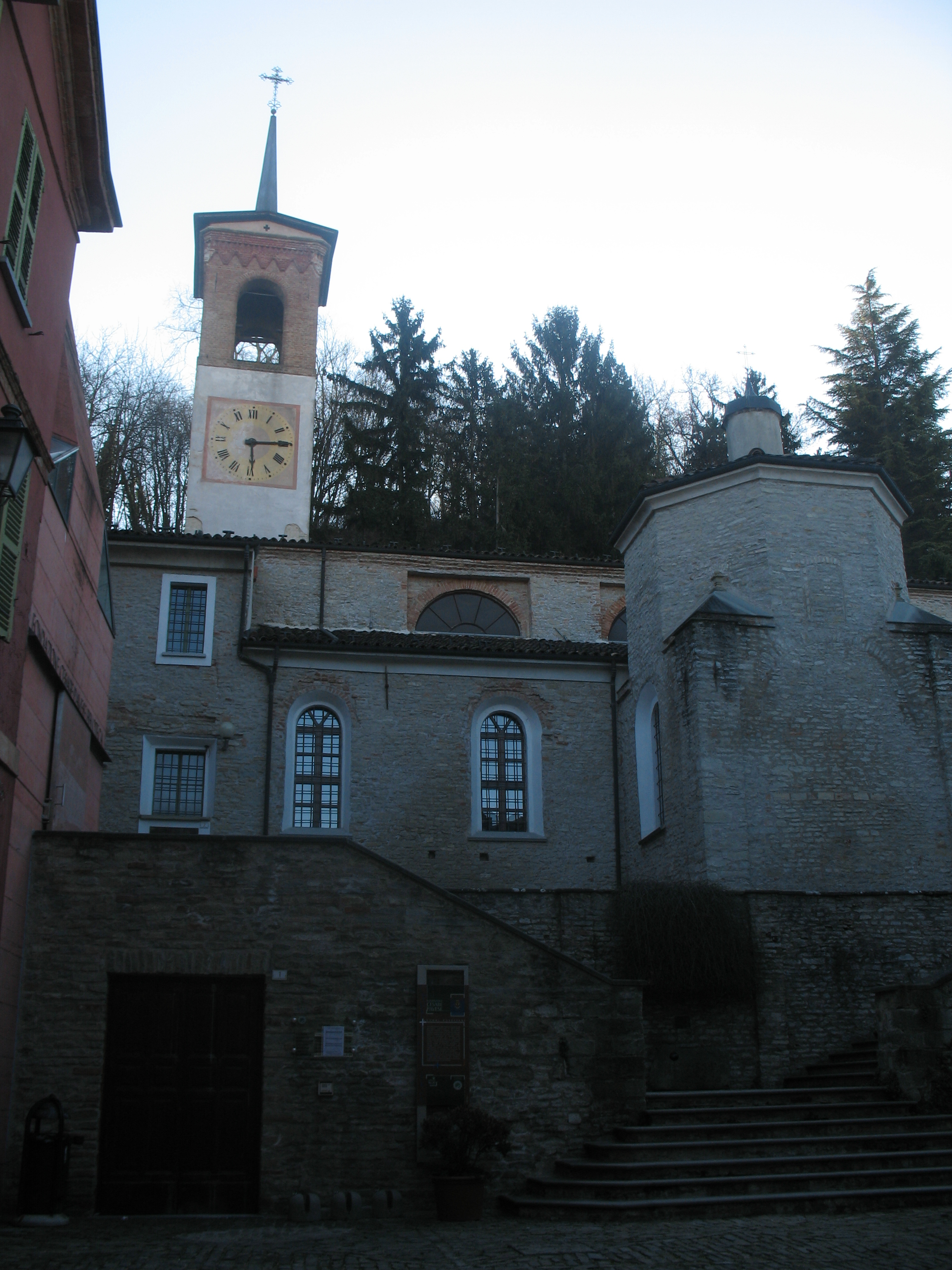
Il Centro Studi Cesare Pavese a Santo Stefano Belbo

  - Laura Mancinelli, I casi del capitano Flores. Il mistero della sedia a rotelle (Einaudi)
  - Maurizio Rosso, Il Castello dei Càtari Mons. Fortis. A.D. 1028: un mistero del Piemonte medievale (Gribaudo)
  - Massimo Novelli; Paolo Griseri; Marco Travaglio, Il processo. Storia segreta dell'inchiesta Fiat tra guerre, tangenti e fondi neri (Editori Riuniti)
- 2009[2]
  - Andrea Camilleri, La danza del gabbiano (Sellerio)
  - Enzo Bianchi, Il pane di ieri (Einaudi)
  - Giancarlo Caselli, Le due guerre
  - Lawrence G. Smith, Cesare Pavese and America: life, love and literature
- 2010
  - Gad Lerner, Scintille. Una storia di anime vagabonde (Feltrinelli)
  - Margherita Hack, Libera scienza in libero stato (Rizzoli)
  - Maria Luisa Spaziani, L'incrocio delle mediane
  - Carlo Ossola, Il continente interiore
- 2011
  - Umberto Eco, Il cimitero di Praga (Bompiani)
  - Armando Spataro, Ne valeva la pena (Laterza)
  - Aldo Cazzullo, Viva l'Italia (Mondadori)
  - Andrea Riccardi, Giovanni Paolo II. La biografia
- 2012
  - Vittorio Sgarbi, Piene di grazia. I volti della donna nell'arte (Bompiani)
  - Margaret Mazzantini, Mare al mattino (Einaudi)
  - Alessandro Baricco, Tre volte all'alba (Feltrinelli)
  - Luciano Canfora, Il mondo di Atene (Laterza)
- 2013
  - Claudio Magris, Itaca e oltre (Garzanti)
  - Sebastiano Vassalli per la sua intera opera narrativa
  - Beppe Severgnini, Italiani di domani (Rizzoli)
  - Guido Zavanone, Tempo nuovo
- 2014
  - Massimo Cacciari, Il potere che frena (Adelphi)
  - Elena Loewenthal, La lenta nevicata dei giorni (Einaudi)
  - Paolo Mieli, I Conti con la storia (Rizzoli)
  - Alan Friedman, Ammazziamo  il Gattopardo (Rizzoli)
- 2015
  - Aldo Nove, Addio mio Novecento (Einaudi)
  - Roberto Vecchioni, Il mercante di luce (Einaudi)
  - Gian Luigi Beccaria, L'italiano in 100 parole (Rizzoli)
  - Giancarlo Giannini, Sono ancora un bambino (ma nessuno può sgridarmi) (Longanesi)
- 2016[3]
  - Cristina Comencini, Essere vivi (Einaudi)
  - Gustavo Zagrebelsky, Senza adulti (Einaudi)
  - Franco Ferrarotti, Al santuario con Pavese. Storia di un’amicizia (Edizioni Dehoniane)
  - Mario Baudino, Lo sguardo della farfalla (Bompiani)
- 2017[4]
  - Alberto Asor Rosa, Amori sospesi (Einaudi)
  - Serena Dandini, Avremo sempre Parigi pubblicato nel 2016 da (Rizzoli)
  - Gian Carlo Ferretti, L'editore Cesare Pavese (Rizzoli)
  - Massimo Novelli, Marcel Déat, il fantasma di Vichy; Patrizia Consolo, Magnificat per solisti e coro; Pier Franco Quaglieni, Figure dell’Italia civile
- 2018[5]
  - Lidia Ravera, Il terzo tempo (Bompiani)
  - Corrado Augias, Questa nostra Italia (Einaudi)
  - Antonio Polito, Riprendiamoci i nostri figli (Marsilio)
  - Riccardo Olivieri, A quale ritmo, per quale regnante (Passigli)
- 2019[6]
  - Elisabetta Sgarbi per la sezione Editoria
  - Susanna Basso per la sezione Traduzione
  - Giuseppe Patota per la sezione Saggistica
- 2020[7]
  - Eraldo Affinati per la sezione Narrativa
  - Renata Colorni per la sezione Editoria
  - Anna Nadotti per la sezione Traduzione
  - Elton Prifti e Wolfgang Schweickard per la sezione Saggistica
- 2021[8]
  - Antonella Anedda per la sezione Poesia
  - Antonio Franchini per la sezione Narrativa
  - Stefano Mauri per la sezione Editoria
  - Tommaso Pincio per la sezione Traduzione
  - Giuseppe Antonelli, Matteo Motolese e Lorenzo Tomasin per la sezione Saggistica
- 2022[9]
  - Gavino Ledda per la sezione Poesia
  - Michele Mari per la sezione Narrativa
  - Iperborea per la sezione Editoria
  - Norman Gobetti per la sezione Traduzione
  - Ludovica Maconi e Mirko Volpi per la sezione Saggistica
- 2023[10]
  - Giovanna Rosadini per la sezione Poesia
  - Laura Pariani per la sezione Narrativa
  - Paolo Repetti per la sezione Editoria
  - Franca Cavagnoli per la sezione Traduzione
  - Rosemary Salomone per la sezione Saggistica
- 2024[11]
  - Martin Rueff per la sezione Poesia
  - Dacia Maraini per la sezione Narrativa
  - Antonio Sellerio per la sezione Editoria
  - Silvia Pareschi per la sezione Traduzione
  - Michele Cortelazzo per la sezione Saggistica